# Gaetano Mosca
Gaetano Mosca (ur. 1 kwietnia 1858 w Palermo, zm. 8 listopada 1941 w Rzymie) – włoski prawnik, socjolog, politolog i historyk. Ukuł termin „klasa polityczna”, który stał się centralnym elementem jego teorii społeczeństwa.

## Życiorys
Gaetano Mosca urodził się w 1858 roku w Palermo na Sycylii. Jego ojciec był miejscowym urzędnikiem państwowym, matka córką lekarza.
W 1877 roku Mosca rozpoczął studia na wydziale prawa uniwersytetu w Palermo. Ukończył je w 1881 roku, broniąc pracy magisterskiej zatytułowanej I fattori della nazionalità („Czynniki narodowości”). Następnie wyjechał na rok do Rzymu, aby kontynuować edukację w ramach uzupełniającego kursu nauk politycznych i administracyjnych. Po powrocie pracował jako nauczyciel. W tym okresie napisał i opublikował książkę Sulla teorica dei governi e sul governo parlamentare („O teorii rządów i o rządach parlamentarnych"), w której po raz pierwszy przedstawił swoją teorię klasy politycznej. Trzy lata później (1887) wydana została inna jego praca, Le costituzioni moderne („Współczesne konstytucje”).
Wobec niepowodzenia starań o stanowisko na uniwersytecie wyjechał w 1887 roku do Rzymu, aby podjąć pracę w Izbie Deputowanych jako redaktor sprawozdań z posiedzeń parlamentu. W roku 1888 ożenił się z Marią Salemi. Małżeństwo to trwało do śmierci żony w roku 1932. Narodziło się w nim czworo dzieci – dwóch synów i dwie córki.
W roku 1895 Mosca oddał do druku swoje główne dzieło, Elementi di scienza politica („Podstawy nauk politycznych"). Dzięki niemu nastąpił przełom w karierze naukowej uczonego z Sycylii. Uniwersytet Turyński zaoferował mu stanowisko w katedrze prawa konstytucyjnego. Mosca porzucił więc dotychczasową pracę i w 1896 roku przeniósł się do stolicy Piemontu. Wszedł tym samym w skład tamtejszego środowiska akademickiego. Zawarł osobistą znajomość z takimi jego przedstawicielami, jak Cesare Lombroso, Luigi Einaudi, Guglielmo Ferrero i Robert Michels. Szczególnie duży wpływ wywarł na tego ostatniego. Michelsa, związanego z turyńską uczelnią od 1907 roku, przedstawia się nawet jako ucznia Moski. Całkowicie odmiennie ułożyły się stosunki między Moską a wykładającym w Szwajcarii innym „klasykiem elityzmu”, Vilfredem Paretem. Kiedy ten drugi ogłosił zręby teorii elit, pierwszy uznał ją za plagiat swoich własnych dokonań i dał temu wyraz w artykułach publikowanych w prasie. Pareto z charakterystyczną dla siebie bezceremonialnością odrzucił oskarżenie, twierdząc przy tym, że koncepcja podziału na elity i masy została stworzona znacznie wcześniej i przez innych autorów, więc Mosca nie ma prawa przypisywać sobie jej autorstwa. W ten sposób zrodził się wieloletni spór między uczonymi.
Na wydziale prawa uniwersytetu w Turynie Mosca pracował prawie dwadzieścia osiem lat, w 1907 roku zostając jego dziekanem. Przejściowo nauczał na nim także ekonomii politycznej. Od 1902 roku był równocześnie wykładowcą na mediolańskim Uniwersytecie Bocconi, prowadząc zajęcia z prawa, nauk politycznych oraz historii doktryn politycznych. Współpraca z obiema uczelniami dobiegła końca, kiedy Mosca zdecydował się w grudniu 1923 roku przyjąć propozycję uniwersytetu w Rzymie, oferującego mu katedrę historii instytucji i doktryn politycznych. W związku z tym w roku następnym ponownie przeniósł się do stolicy Włoch.
W turyńskim okresie swojego życia Mosca prowadził ożywioną działalność społeczną, publicystyczną i polityczną. Sprawował wiele funkcji, był m.in. członkiem Wyższej Rady Szkolnictwa Publicznego i prezesem Turyńskiego Towarzystwa Kultury. W 1897 roku zabrał głos w debacie politycznej na temat relacji między włoskim państwem a Kościołem katolickim, publikując obszerny artykuł polemiczny w czasopiśmie „Giornale degli economisti”. W latach 1901–1925 był współpracownikiem gazety „Corriere della Sera”, pisząc do niej 79 artykułów poruszających różne kwestie społeczne i polityczne. Publikował również w innych znanych czasopismach, takich jak „Gazzetta del Popolo” czy „Tribuna”.
Osobnym tematem jest kariera polityczna Gaetana Mosci. Już w okresie pełnienia funkcji redaktora sprawozdań z parlamentu zawarł on bliską znajomość z markizem Antoniem Starabbą di Rudinì, premierem Włoch w latach 1891–1892 i 1896–1898. Te związki nie uratowały co prawda Mosci przed przepadnięciem jego kandydatury w wyborach 1905 roku w Turynie. Jednak po śmierci markiza przejął po nim stanowisko deputowanego z okręgu Caccamo na Sycylii, odnosząc dwukrotnie zwycięstwo w kolejnych wyborach parlamentarnych (1909 i 1913). W latach 1914–1916 Mosca pełnił w rządzie Antonia Salandry funkcję podsekretarza do spraw kolonii. W 1919, na krótko przed upływem swojej kadencji deputowanego, otrzymał od króla Wiktora Emanuela III nominację na dożywotnie stanowisko senatora. W Senacie został wybrany na członka senackiej komisji polityki zagranicznej (1921) i Wyższej Rady Kolonialnej (1923). Wkrótce nastał we Włoszech okres rządów Benita Mussoliniego. Mosca przyłączył się do opozycji antyfaszystowskiej, czego wyrazem było złożenie podpisu pod słynnym manifestem Benedetta Crocego. Z tego powodu stał się obiektem ataków prasy związanej z nową władzą. W dniu 19 grudnia 1925 roku wygłosił w Senacie przemówienie, w którym wypowiedział się przeciwko aktowi prawnemu „O atrybutach i prerogatywach szefa rządu”, znoszącemu odpowiedzialność premiera przed parlamentem. Ta manifestacja poglądów nie mogła oczywiście zmienić biegu wydarzeń i zapobiec wprowadzeniu reżimu autorytarnego. W warunkach państwa faszystowskiego Mosca zrezygnował z rzeczywistego udziału w życiu politycznym, choć do śmierci zachował stanowisko senatora. Ostatnie jego wystąpienie w parlamencie miało miejsce 21 maja 1926 roku i dotyczyło budżetu Ministerstwa Kolonii.
Nie ustała działalność Moski na polu naukowym. Włoski profesor stał się postacią znaną również poza granicami swego kraju. W 1919 roku został mianowany członkiem paryskiego Institut International de Sociologie. Dziewięć lat później wziął udział w międzynarodowym projekcie poświęconym analizie kryzysu systemu parlamentarnego w Europie. Jego publikacje ukazywały się także w periodykach angielsko- i francuskojęzycznych. Ukoronowaniem pracy naukowej na uniwersytecie w Rzymie było wydanie w roku przejścia na emeryturę (1933) książki Storia delle dottrine politiche, jeszcze przed drugą wojną światową przetłumaczonej na języki francuski i polski („Historia doktryn politycznych”, 1938). Jednak z dzisiejszej perspektywy największe znaczenie miał przekład Elementi di scienza politica (wraz z dopisanym w 1922 roku drugim tomem) na język angielski, który ukazał się pod nazwą The Ruling Class w roku 1939.
Gaetano Mosca zmarł 8 listopada 1941 roku w Rzymie, mając 83 lata.

## Dorobek naukowy
Mosca pozostawił po sobie pokaźny zbiór prac i artykułów związanych z różnymi dziedzinami wiedzy. Z wykształcenia był prawnikiem i opublikował szereg tekstów z zakresu prawa konstytucyjnego. Jego zainteresowania szybko jednak objęły również pokrewne nauki społeczne i polityczne. Obszerne fragmenty Elementi di scienza politica zajmuje prezentacja materiału historycznego i nie bez racji można uznać Moscę także za historyka. Przez pewien okres nauczał ekonomii politycznej, a teksty jego wykładów zostały zebrane i opublikowane. W końcowym okresie kariery naukowej poświęcił się natomiast historii doktryn politycznych. Do tego należy dodać obfitą publicystykę poruszającą aktualne problemy społeczne, polityczne i ekonomiczne. Mosca szczególnie interesował się na przykład włoską polityką kolonialną i ukazała się nawet jego książka na ten temat. Zaś jego artykuły opisujące sycylijską mafię posiadają dziś rangę klasycznego tekstu poświęconego temu zagadnieniu.
Mosca stopniowo rozwijał swoją teorię klasy politycznej. Szczegółowo badający ten proces Ettore Albertoni podzielił jego twórczość naukową na trzy okresy:
1. „systematyka otwarta” – od 1879 do 1895;
2. „system naukowy” – od 1896 do 1922;
3. „kodyfikacja doktrynalna” – od 1923 do 1937.

Okres pierwszy obejmuje wczesne prace, w tym Teorica dei governi e governo parlamentare (1884) i Le costituzioni moderne (1887). Pojawiają się już w nich podstawowe pojęcia i tezy teorii klasy politycznej, połączone z ostrą krytyką ustroju parlamentarnego. Początek następnego okresu wyznacza ukazanie się pierwszego wydania Elementi di scienza politica (1896), wraz z którym teoria przybiera dojrzałą postać, a opinie na temat ustroju parlamentarnego stają się znacznie bardziej wyważone. Ważny nowy element – koncepcja dwóch przeciwstawnych tendencji, arystokratycznej i demokratycznej – pojawia się w wygłoszonym w 1902 roku wykładzie inauguracyjnym Il principio aristocratico e il democratico. Kolejny etap jest związany z drugim wydaniem Elementi (1923). Zawiera ono nowy, napisany w 1922 roku drugi tom. W ten sposób do teorii zostają wcielone pewne nowe koncepcje, takie jak podział klasy politycznej na dwie warstwy. W opublikowanej w 1928 roku pracy Cause e rimedi della crisi del regime parlamentare Mosca zajmuje się problematyką kryzysu systemu parlamentarnego w Europie. W latach 1933 i 1937 ukazują się dwa pierwsze wydania książki Storia delle dottrine politiche (polski tytuł „Historia doktryn politycznych”), zawierającej między innymi zwięzły wykład doktryny stworzonej przez Moskę w jej ostatniej formie. W tym okresie Mosca zdecydowanie uznaje już ustrój przedstawicielski za najlepszy z występujących w historii.
Prace Moski wywarły duży wpływ na takich socjologów, jak Robert Michels i Charles Wright Mills.